# Pachyelater macrocerus
Pachyelater macrocerus is een keversoort uit de familie kniptorren (Elateridae). De wetenschappelijke naam van de soort is voor het eerst geldig gepubliceerd in 1906 door Pierre Lesne.